# Élections législatives de 1993 dans l'Aveyron
Les élections législatives françaises de 1993 se déroulent les 21 et 28 mars 1993. Dans le département de l'Aveyron, trois  députés sont à élire dans le cadre de trois circonscriptions.

## Élus
| Circonscription | Député sortant   | Parti | Parti     | Député élu ou réélu | Parti | Parti     |
| --------------- | ---------------- | ----- | --------- | ------------------- | ----- | --------- |
| 1re             | Jean Briane      |       | UDF (CDS) | Jean Briane         |       | UDF (CDS) |
| 2e              | Jean Rigal       |       | MRG       | Serge Roques        |       | UDF (PR)  |
| 3e              | Jacques Godfrain |       | RPR       | Jacques Godfrain    |       | RPR       |

## Positionnement des partis
Les candidats d'alliance RPR-UDF et divers droite se présentent sous la bannière de l'Union pour la France et ceux du Parti socialiste derrière l'Alliance des Français pour le Progrès. Par ailleurs, Les Verts et Génération écologie s'unissent sous l'étiquette Entente des écologistes.

## Résultats

### Résultats à l'échelle du département
| Parti          | Parti                                 | Premier tour | Premier tour | Second tour | Second tour | Sièges |
| Parti          | Parti                                 | Voix         | %            | Voix        | %           | Sièges |
| -------------- | ------------------------------------- | ------------ | ------------ | ----------- | ----------- | ------ |
|                | Union pour la démocratie française    | 42 338       | 28,89        | 24 590      | 100,00      | 2      |
|                | Rassemblement pour la République      | 29 555       | 20,17        |             |             | 1      |
|                | Divers droite                         | 15 947       | 10,88        | Retrait     | Retrait     | 0      |
|                | Union pour la France                  | 87 840       | 59,93        | 24 590      | 100,00      | 3      |
|                |                                       |              |              |             |             |        |
|                | Mouvement des radicaux de gauche      | 12 228       | 8,34         |             |             | 0      |
|                | Divers gauche (Maj. prés.)            | 9 917        | 6,77         | 0           |             |        |
|                | Parti socialiste                      | 6 708        | 4,58         | 0           |             |        |
|                | Alliance des Français pour le progrès | 28 853       | 19,69        |             |             | 0      |
|                |                                       |              |              |             |             |        |
|                | Les Verts                             | 6 444        | 4,40         |             |             | 0      |
|                | Génération écologie                   | 3 921        | 2,68         | 0           |             |        |
|                | Entente des écologistes               | 10 365       | 7,07         |             |             | 0      |
|                |                                       |              |              |             |             |        |
|                | Parti communiste français             | 9 462        | 6,46         |             |             | 0      |
|                | Front national                        | 5 550        | 3,79         | 0           |             |        |
|                | Le Trèfle - Les nouveaux écologistes  | 3 931        | 2,68         | 0           |             |        |
|                | Divers (Parti de la loi naturelle)    | 564          | 0,38         | 0           |             |        |
|                |                                       |              |              |             |             |        |
| Inscrits       | Inscrits                              | 212 890      | 100,00       | 68 983      | 100,00      | 3      |
| Abstentions    | Abstentions                           | 55 536       | 26,09        | 34 611      | 50,17       |        |
| Votants        | Votants                               | 157 354      | 73,91        | 34 372      | 49,83       |        |
| Blancs et nuls | Blancs et nuls                        | 10 789       | 6,86         | 9 782       | 28,46       |        |
| Exprimés       | Exprimés                              | 146 565      | 93,14        | 24 590      | 71,54       |        |

### Résultats par circonscription

#### Première circonscription (Rodez)
| Candidat       | Candidat                  | Parti          | Premier tour | Premier tour | Second tour | Second tour |  |
| Candidat       | Candidat                  | Parti          | Voix         | %            | Voix        | %           |  |
| -------------- | ------------------------- | -------------- | ------------ | ------------ | ----------- | ----------- |  |
|                | Jean Briane sortant réélu | UDF (CDS)      | 17 823       | 36,83        | 24 590      | 100,00      |  |
|                | François Rey              | diss. UDF      | 14 556       | 30,08        | Retrait     | Retrait     |  |
|                | Dominique Raynal          | PS (ADFP)      | 6 708        | 13,86        |             |             |  |
|                | Denis Psaume              | Les Verts (EÉ) | 3 079        | 6,36         |             |             |  |
|                | André Marçais             | FN             | 2 588        | 5,35         |             |             |  |
|                | Guy Drillin               | PCF            | 2 070        | 4,28         |             |             |  |
|                | Claude-Philippe Berger    | LT-LNÉ         | 1 422        | 2,94         |             |             |  |
|                | Simone Bonnefois          | PLN            | 146          | 0,3          |             |             |  |
|                |                           |                |              |              |             |             |  |
| Inscrits       | Inscrits                  | Inscrits       | 68 983       | 100,00       | 68 983      | 100,00      |  |
| Abstentions    | Abstentions               | Abstentions    | 17 894       | 25,94        | 34 611      | 50,17       |  |
| Votants        | Votants                   | Votants        | 51 089       | 74,06        | 34 372      | 49,83       |  |
| Blancs et nuls | Blancs et nuls            | Blancs et nuls | 2 697        | 5,28         | 9 782       | 28,46       |  |
| Exprimés       | Exprimés                  | Exprimés       | 48 392       | 94,72        | 24 590      | 71,54       |  |

#### Deuxième circonscription (Villefranche-de-Rouergue)
|                | Serge Roques élu  | UDF (PR)       | 24 515 | 50,75  |  |  |  |
|                | Jean-Marc Sabathé | MRG (ADFP)     | 12 228 | 25,32  |  |  |  |
|                | Jean-Marie Gras   | PCF            | 4 670  | 9,67   |  |  |  |
|                | Evelyne Durival   | GÉ (EÉ)        | 3 921  | 8,12   |  |  |  |
|                | Ludovic Winkler   | LT-LNÉ         | 1 360  | 2,82   |  |  |  |
|                | Armand Ferlaud    | Divers droite  | 862    | 1,78   |  |  |  |
|                | Roger Laurent     | Divers droite  | 529    | 1,1    |  |  |  |
|                | André Bonnefois   | PLN            | 217    | 0,45   |  |  |  |
|                |                   |                |        |        |  |  |  |
| Inscrits       | Inscrits          | Inscrits       | 73 639 | 100,00 |  |  |  |
| Abstentions    | Abstentions       | Abstentions    | 20 649 | 28,04  |  |  |  |
| Votants        | Votants           | Votants        | 52 990 | 71,96  |  |  |  |
| Blancs et nuls | Blancs et nuls    | Blancs et nuls | 4 688  | 8,85   |  |  |  |
| Exprimés       | Exprimés          | Exprimés       | 48 302 | 91,15  |  |  |  |

#### Troisième circonscription (Millau)
|                | Jacques Godfrain sortant réélu | RPR (UPF)            | 29 555 | 59,26  |  |  |  |
|                | Armand Vernhettes              | Divers gauche (ADFP) | 9 917  | 19,89  |  |  |  |
|                | Yves Frémion                   | Les Verts (EÉ)       | 3 365  | 6,75   |  |  |  |
|                | Jean-Pierre Caldier            | FN                   | 2 962  | 5,94   |  |  |  |
|                | Jean-Claude Dubuisson          | PCF                  | 2 722  | 5,46   |  |  |  |
|                | Annie Caulonque                | LT-LNÉ               | 1 149  | 2,3    |  |  |  |
|                | André Verdié                   | PLN                  | 201    | 0,4    |  |  |  |
|                |                                |                      |        |        |  |  |  |
| Inscrits       | Inscrits                       | Inscrits             | 70 268 | 100,00 |  |  |  |
| Abstentions    | Abstentions                    | Abstentions          | 16 993 | 24,18  |  |  |  |
| Votants        | Votants                        | Votants              | 53 275 | 75,82  |  |  |  |
| Blancs et nuls | Blancs et nuls                 | Blancs et nuls       | 3 404  | 6,39   |  |  |  |
| Exprimés       | Exprimés                       | Exprimés             | 49 871 | 93,61  |  |  |  |